# 谭天哲
谭天哲（1912年—1998年），男，湖南茶陵人，中华人民共和国军事人物，中国人民解放军少将，曾任中国人民解放军海军学院政治部主任。